# 卫殿斌
卫殿斌（1934年3月—2023年1月26日），山西晋城人，中国人民解放军正军职退休干部、原海军东海舰队航空兵政委。

## 生平
卫殿斌1951年1月入伍，1956年7月加入中国共产党。最初被编入华北军区独立第21团迫击炮连，任战士、班长。1951年10月被挑选为海军航空兵飞行员，进入海军第一航空学校学习飞行。1954年10月毕业。1955年8月调入作战部队。在此期间历任教员、领航长，领航副主任等职。1968年任飞行大队副政治委员、政治委员。1978年任团副政治委员、政治委员。1979年应朝鲜人民军国防部的邀请，带领专家组到朝鲜人民军空军帮助、指导。1983年任师政治委员。1984年任北海舰队航空兵副政委。1989年晋升海军少将。1990年任海军东海舰队航空兵政委，1994年退出现役。
2023年1月26日，卫殿斌因病于青岛逝世，享年88岁。讣告刊登在4月20日的《解放军报》。